# Choli

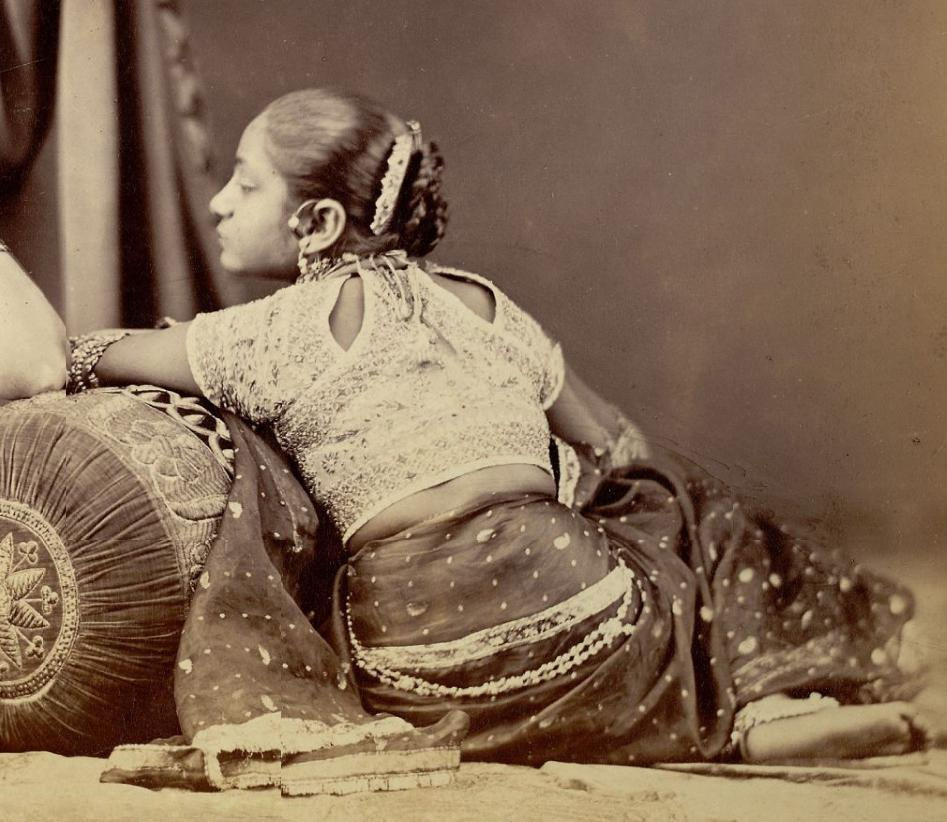
Femme en choli vers 1872.

Un choli ( hindi : चोली, gujarati : ચોળી    , marathi : चोळी    , Népalais : चोलो cholo) (connu en Inde du Sud sous le nom de ravike ( Kannada : ರವಿಕೆ, Telugu : రవికె, Tamil : ரவிக்கை)) est un chemisier à découvert ou un haut généralement porté avec un sari dans le sous-continent indien. Le choli fait également partie du costume ghagra choli dans le sous-continent indien. 

## Histoire

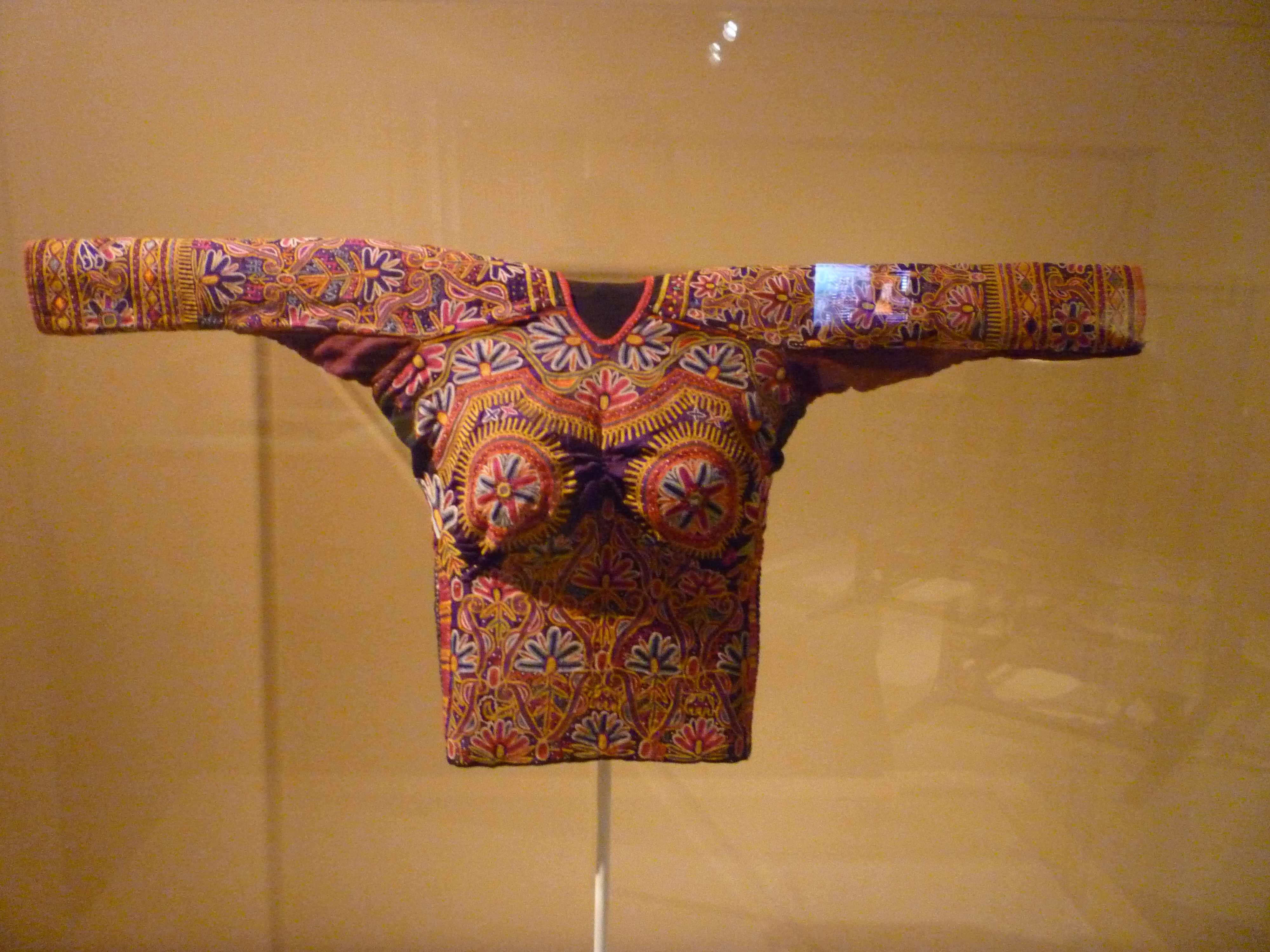
Choli du Gujarat au Peabody Essex Museum.

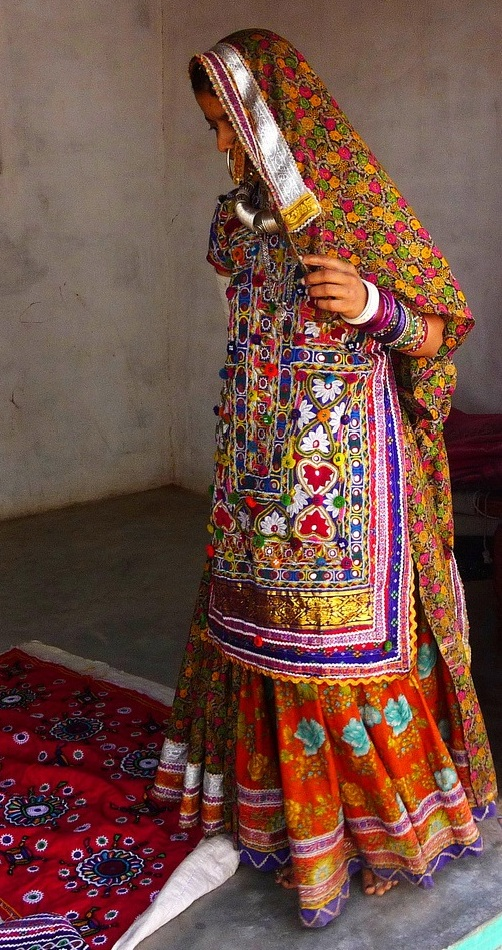
Femme dans une forme ancienne de choli long couvrant le devant, noué dans le dos.

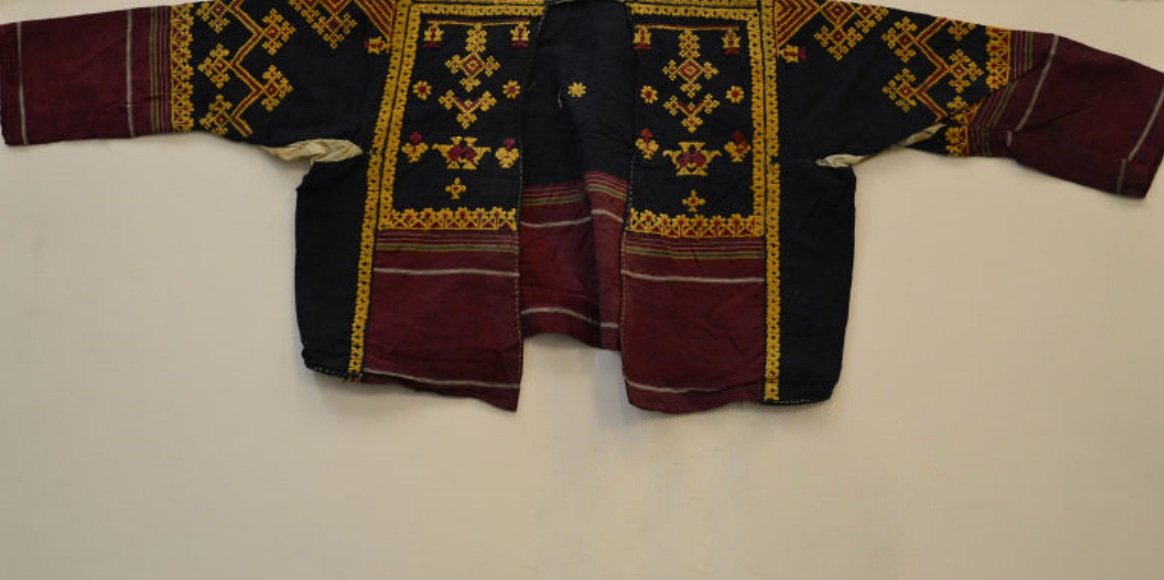
Ravike de Karnataka avec une broderie Kasuti vers 1855-1879. V & A. Museum

Le choli a évolué à partir de l'ancienne stanapatta, également connue sous le nom de kurpsika ou kanchuki, qui est l'une des formes de tenue vestimentaire en trois pièces portée par les femmes à l'époque antique. Elle se composait du vêtement bas antriya ; le voile uttariya porté sur l'épaule ou la tête; et le stanapatta, un bandeau, qui est mentionné dans la littérature sanskrite et la littérature bouddhiste pali au VIe siècle av. J.-C.. 
Les peintures du Maharashtra et du Gujarat datant du premier millénaire avant notre ère sont considérées comme les premiers exemples sauvegardés du choli . Des références poétiques d'œuvres telles que Silapadikkaram indiquent que durant la période Sangam (du troisième siècle avant notre ère au quatrième siècle de notre ère dans l'Inde du Sud antique), un seul vêtement servait à la fois de vêtement inférieur et de châle supérieur. Les peintures et les sculptures indiquent que le stanapatta a évolué pour devenir le choli au premier siècle de notre ère, dans divers styles régionaux. Rajatarangini, une œuvre littéraire du dixième siècle de Kalhana, déclare que le choli du Deccan a été introduit sur ordre royal au Cachemire. 
Les premiers cholis couvraient le devant et étaient noués dans le dos. Les cholis de ce type sont encore courants dans l'état du Rajasthan. Au Népal, le vêtement s'appelle un cholo et, dans le sud de l'Inde, un ravike. Ces deux styles sont noués à l'avant, contrairement aux cholis du Nord de l'Inde, qui sont noués à l'arrière. Dans certaines parties de la ceinture hindi, principalement dans le Rajasthan, l'Haryana et l'Uttar Pradesh, les femmes portaient des vêtements semblables à des gilets, appelés kanchli, par-dessus le choli; ce costume complet est connu comme le poshak . 

### Peintures historiques

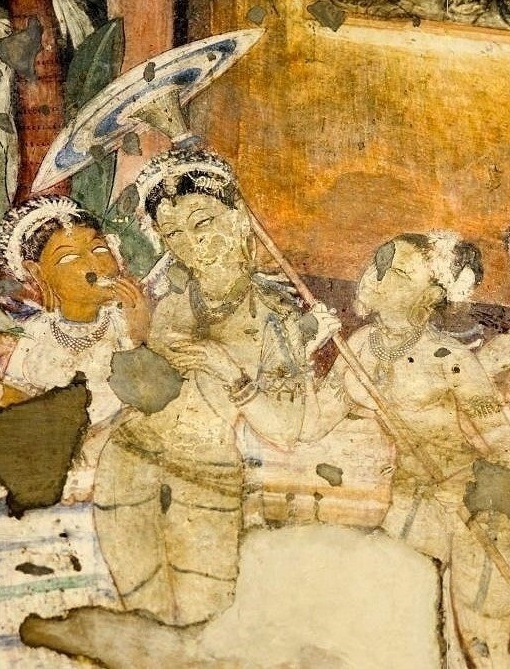
Femmes en Choli et Antariya vers 320 durant l'Empire Gupta.
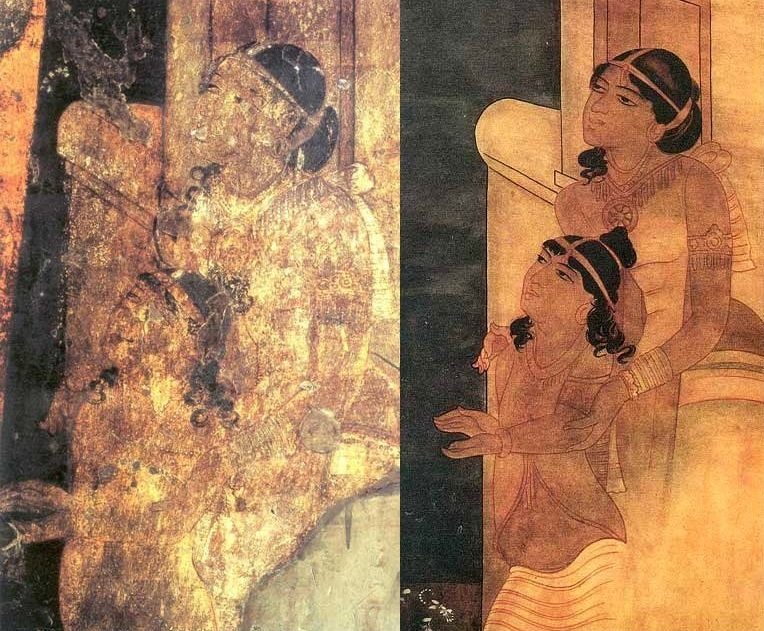
Femmes en Choli vers 320 durant l'Empire Gupta. Forme précoce du Choli noué dans le dos avec l'avant couvert.
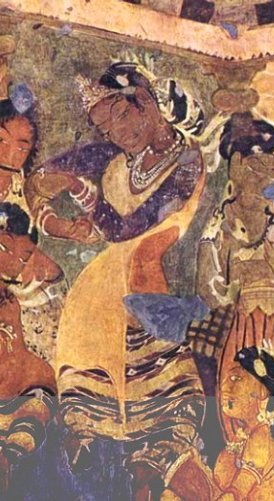
Danseuse en choli semblable au kurta/salwar, choli Empire Gupta.
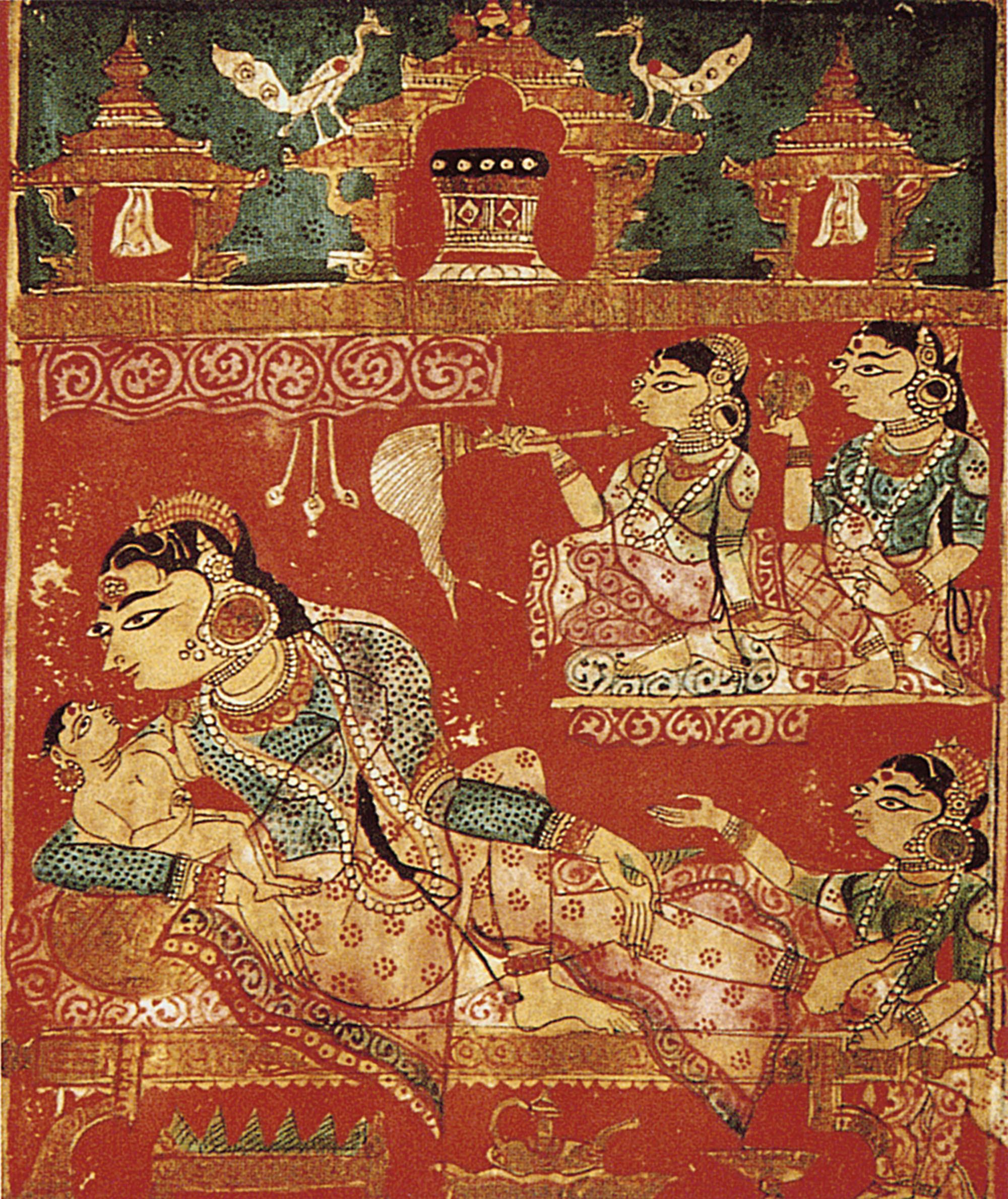
Manuscrit du Kalpasutra vers 1375-1400. Exemple de forme précoce de choli à manches longues.
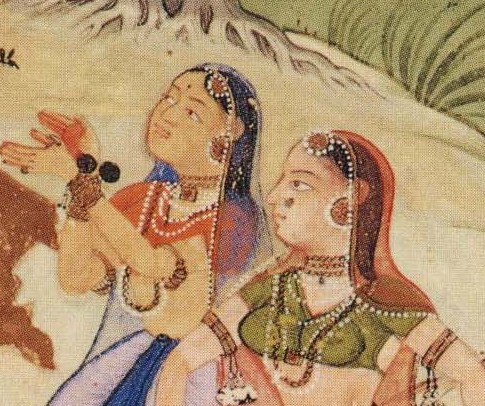
Détail de Vasant Ragini, Rajastani peignant des années 1500 montrant une forme précoce de choli noué dans le dos.
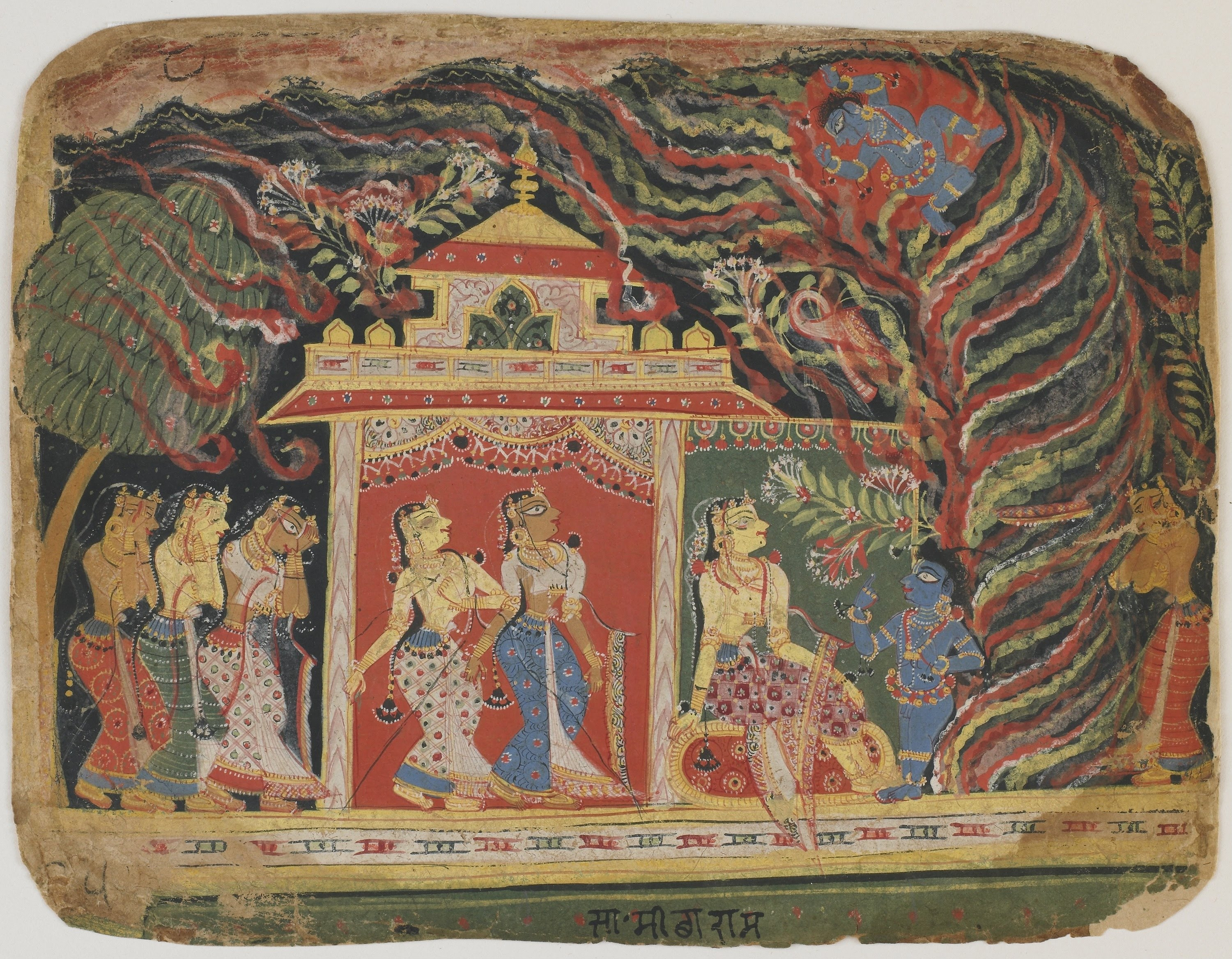
Manuscrit Bhagavata Purana vers 1525–40
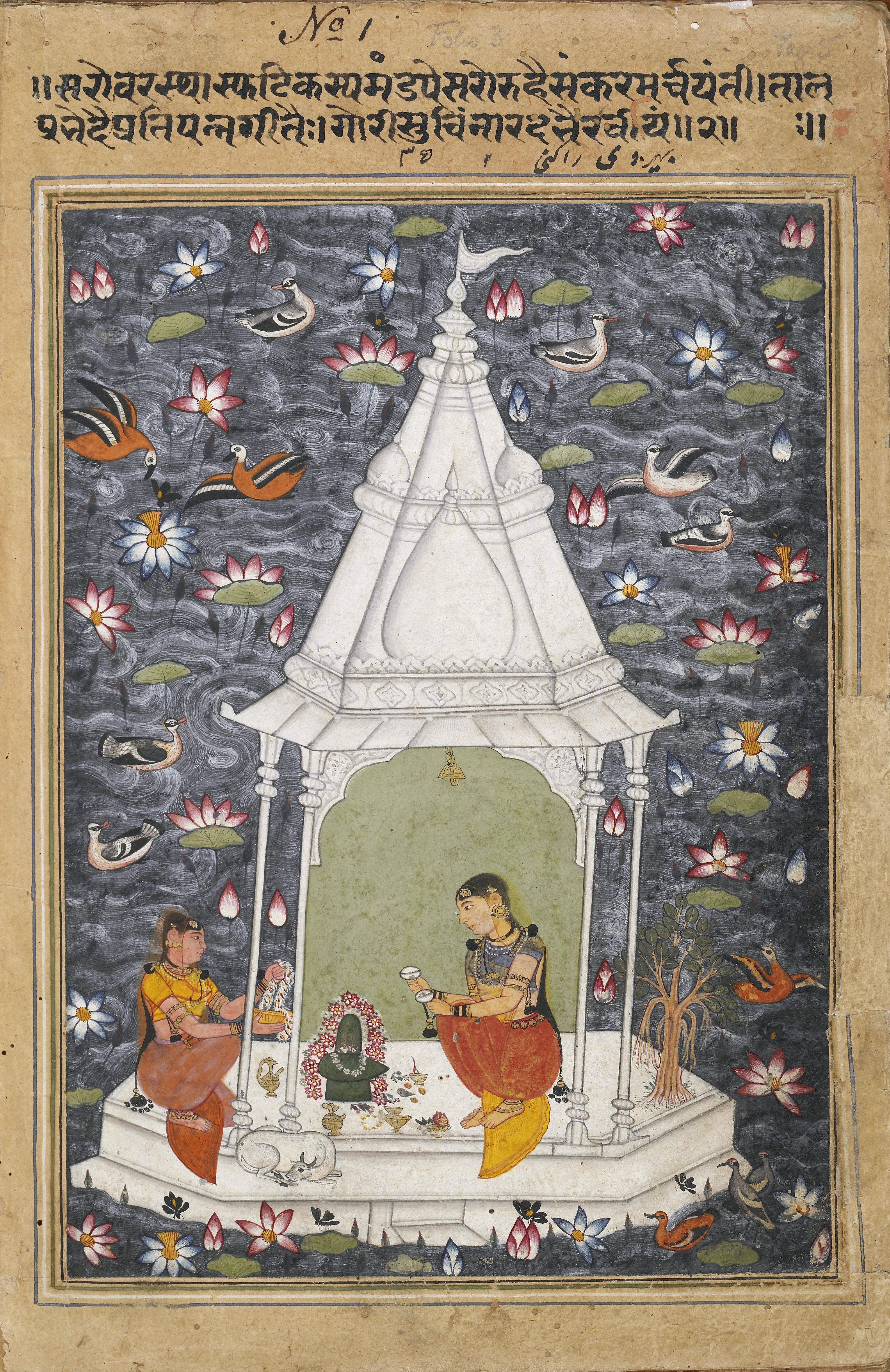
Bhairavi Ragini, manuscrit de Manley Ragamala vers 1610.
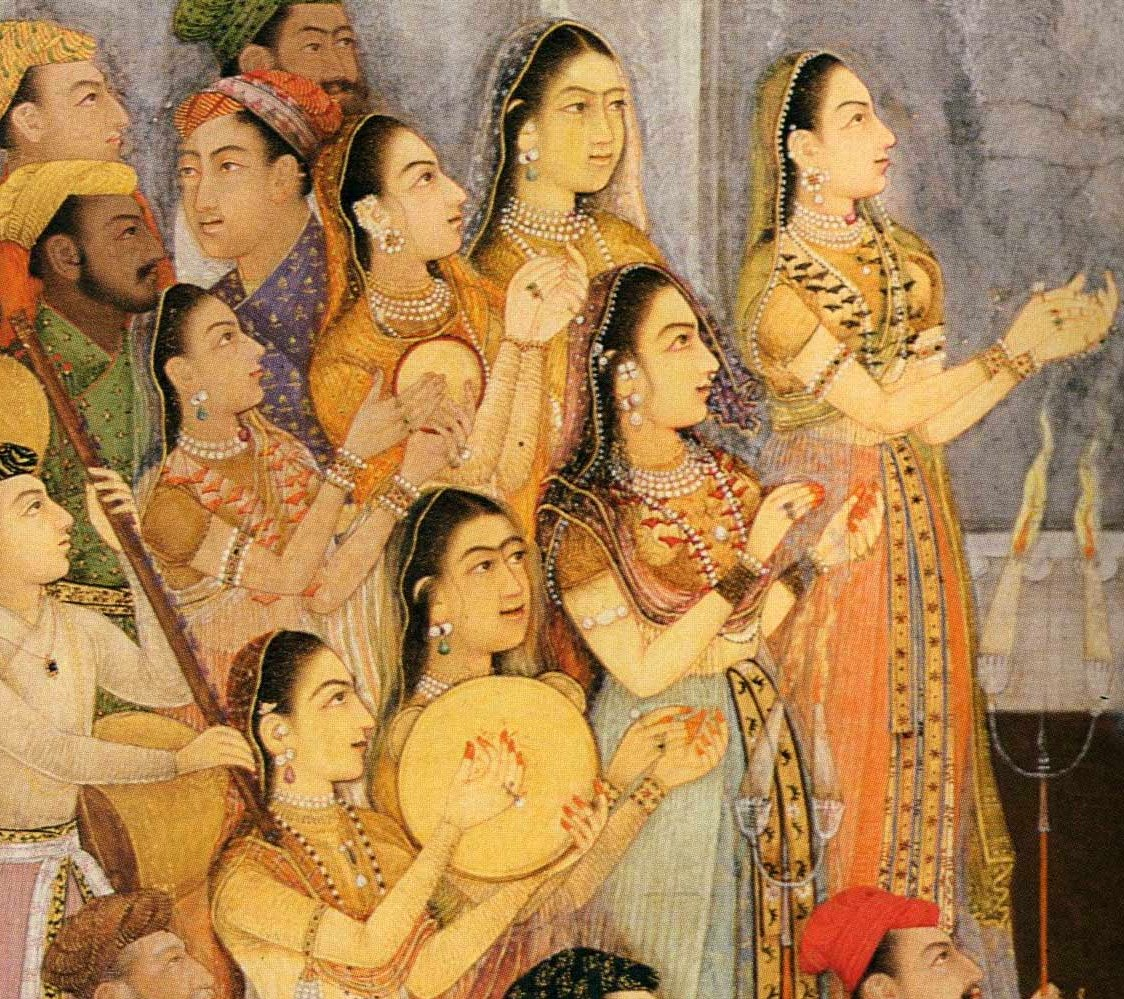
Musiciennes au mariage d'Aurangzeb - Mughal vers 1636.
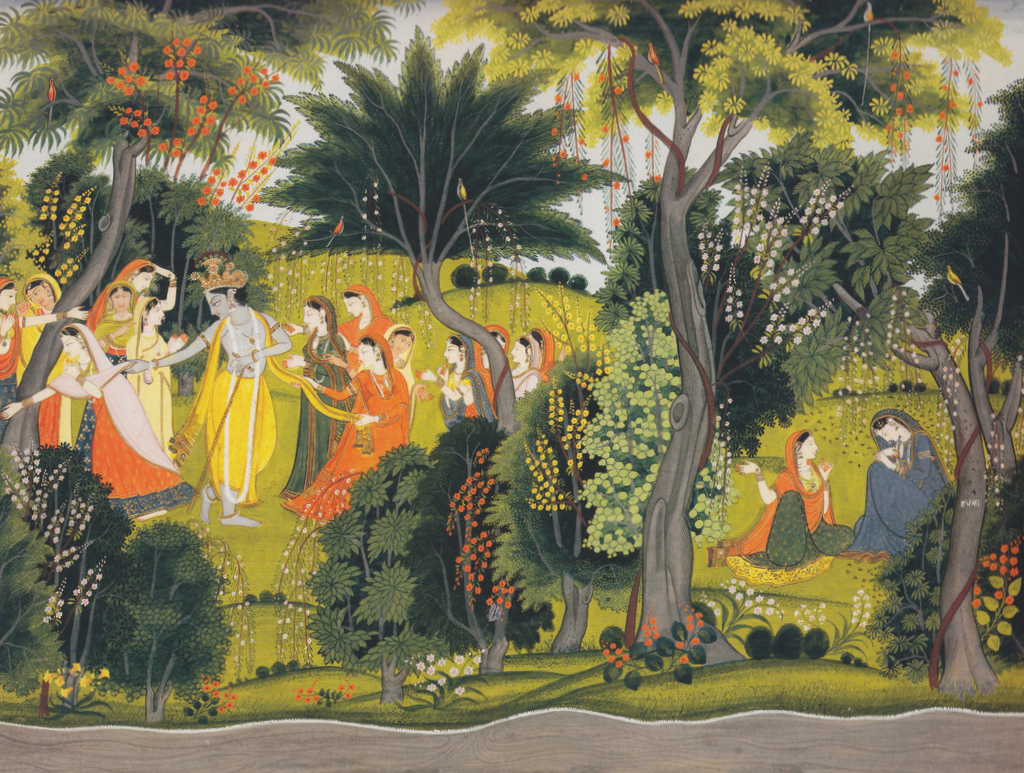
Krishna flirtant avec les Gopis, au chagrin de Radhas - Kangra. Peinture de 1760. Des manches et des corps complets sont portés dans les états himalayens de l'Inde.
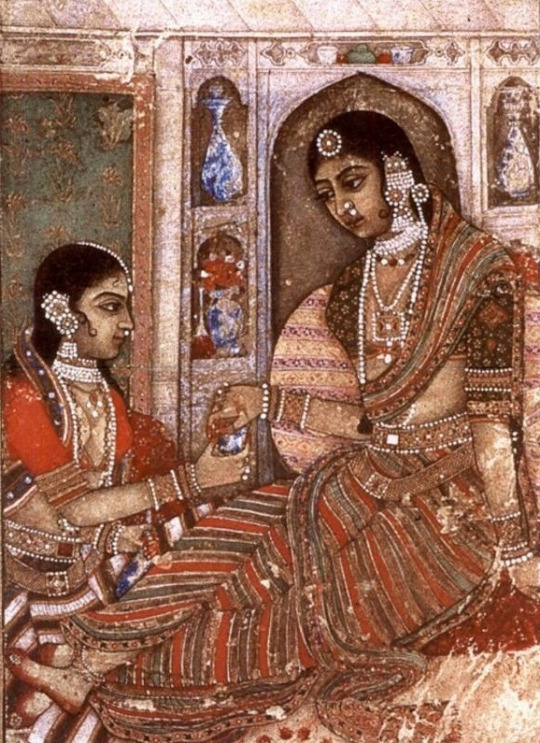
Dame offrant du vin, Deccan, XVIe siècle.

### Photographies historiques

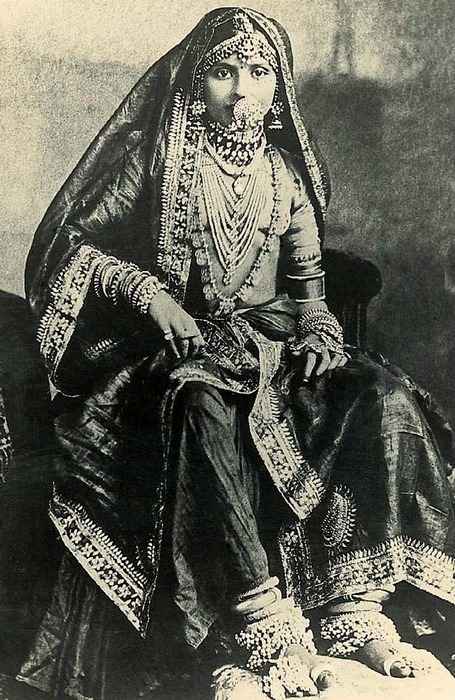
Femme en Gagra Choli
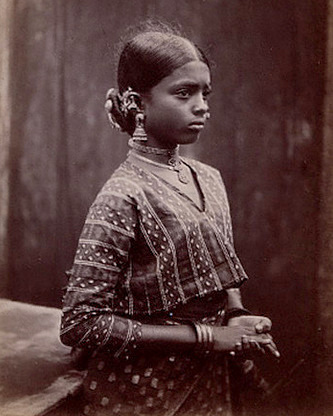
Fille tamoule en choli
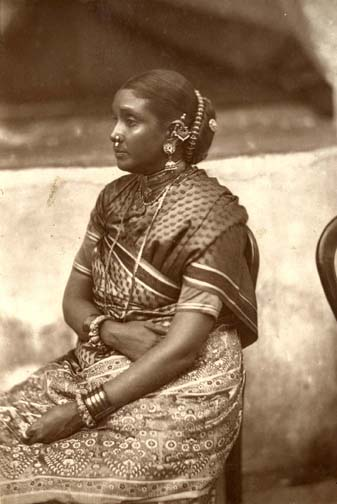
Femmes tamoules en choli
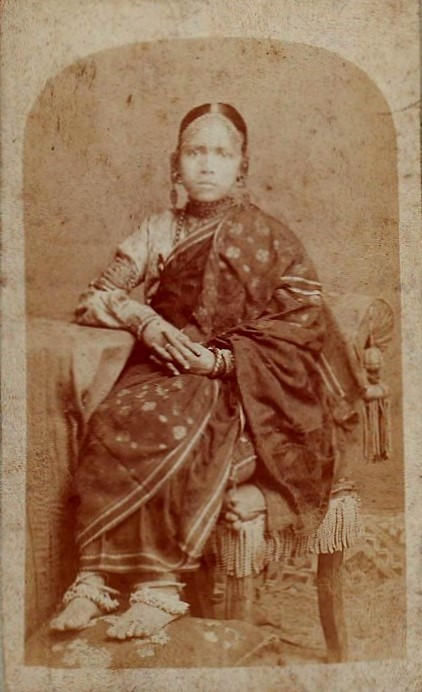
Fille Bengali en choli à manches longues (1880)
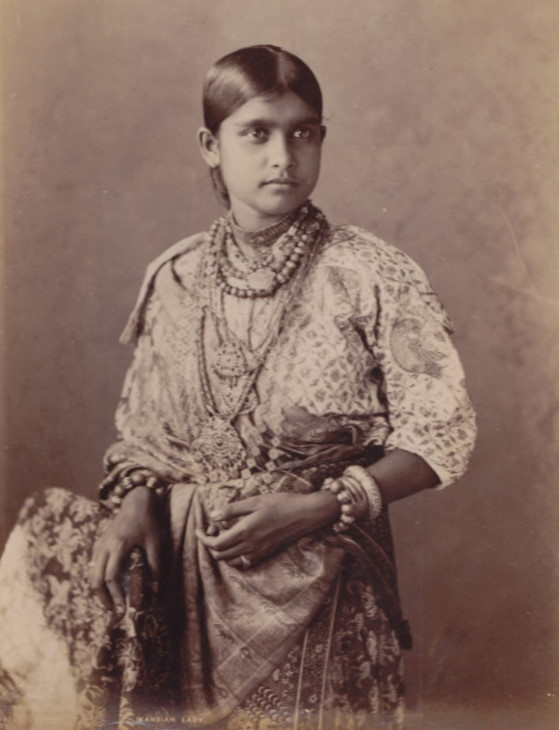
Sri Lankaise en choli (1880)
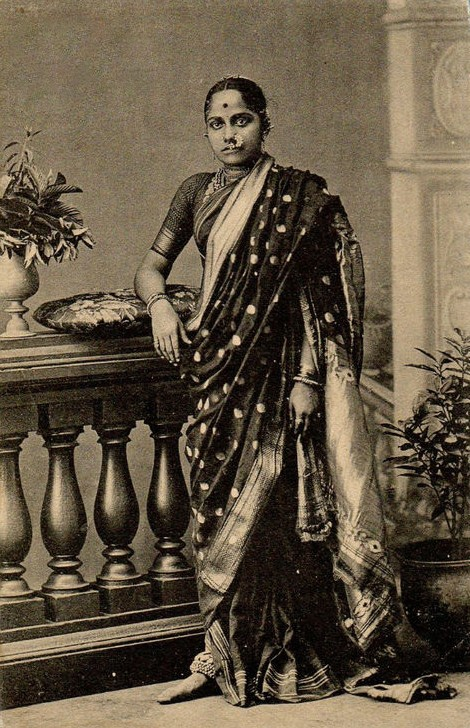
Femme marathi en choli
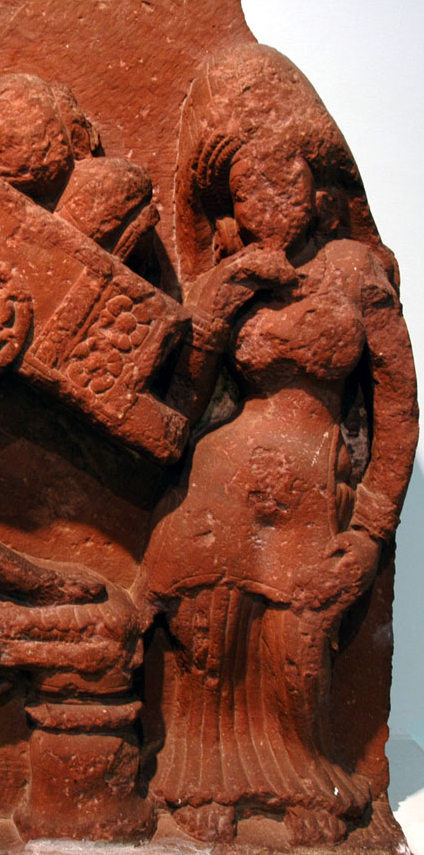
Plaque représentant une forme ancienne de long choli et gagra portée pendant l'empire Gupta
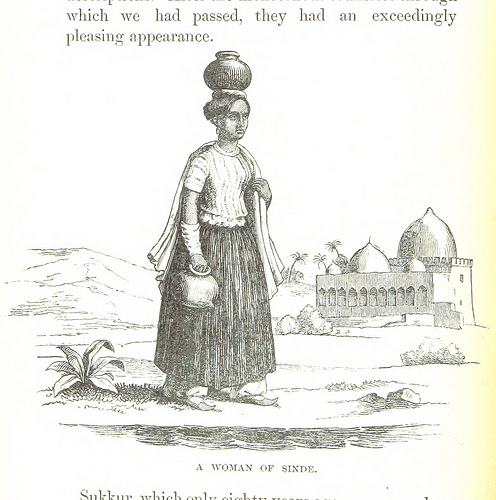
Femme dans un choli sindi en 1845

## Mode contemporaine

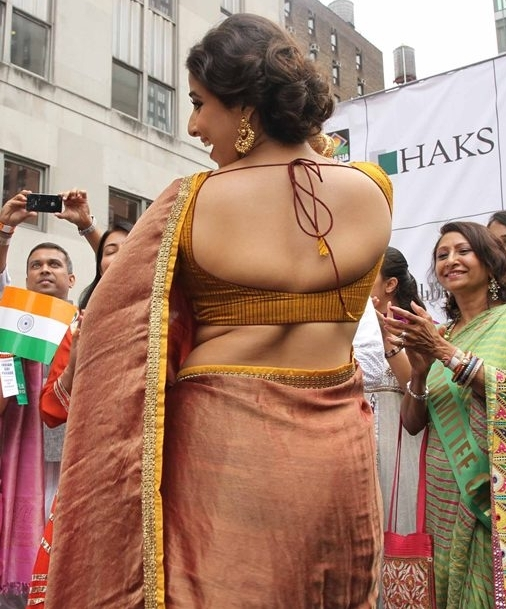
L'actrice de Bollywood Vidya Balan est connue pour porter des cholis plongeants,

Traditionnellement, le choli est fabriqué de la même manière que le sari, avec de nombreux fabricants de sari ajoutant une longueur supplémentaire à leurs productions pour que les femmes puissent couper la partie en excès du sari et l'utiliser pour coudre un choli qui s'accorde au sari. Pour les habits du quotidien, les tissus à base de coton et de coton de soie sont considérés comme plus confortable. Le chiffon et la soie sont préférées pour des situations formelles. Les matériaux idéaux pour les cholis durant l'été sont le chiffon et la georgette.
Les dessinateurs ont fait de multiples essais avec le choli, influençant la mode de la culture pop dans le sous-continent indien, avec une couture osée et des décolletés innovants, tels que des dos nus, bustiers tubulaires, décolleté arrière ou à bretelles fines . Des dessinateurs et exportateurs indiens cherchent ainsi à déconstruire le choli pour l'adapter au marché international.

## Styles récents

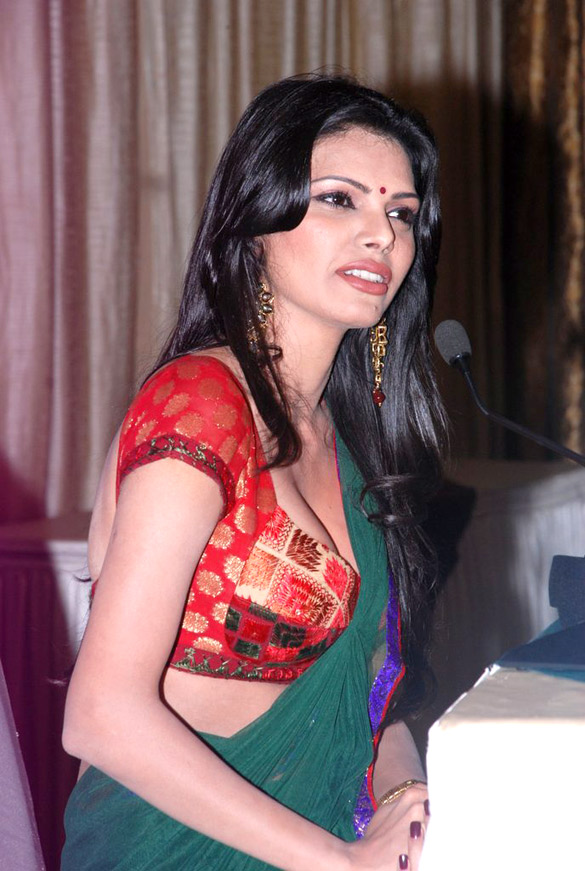
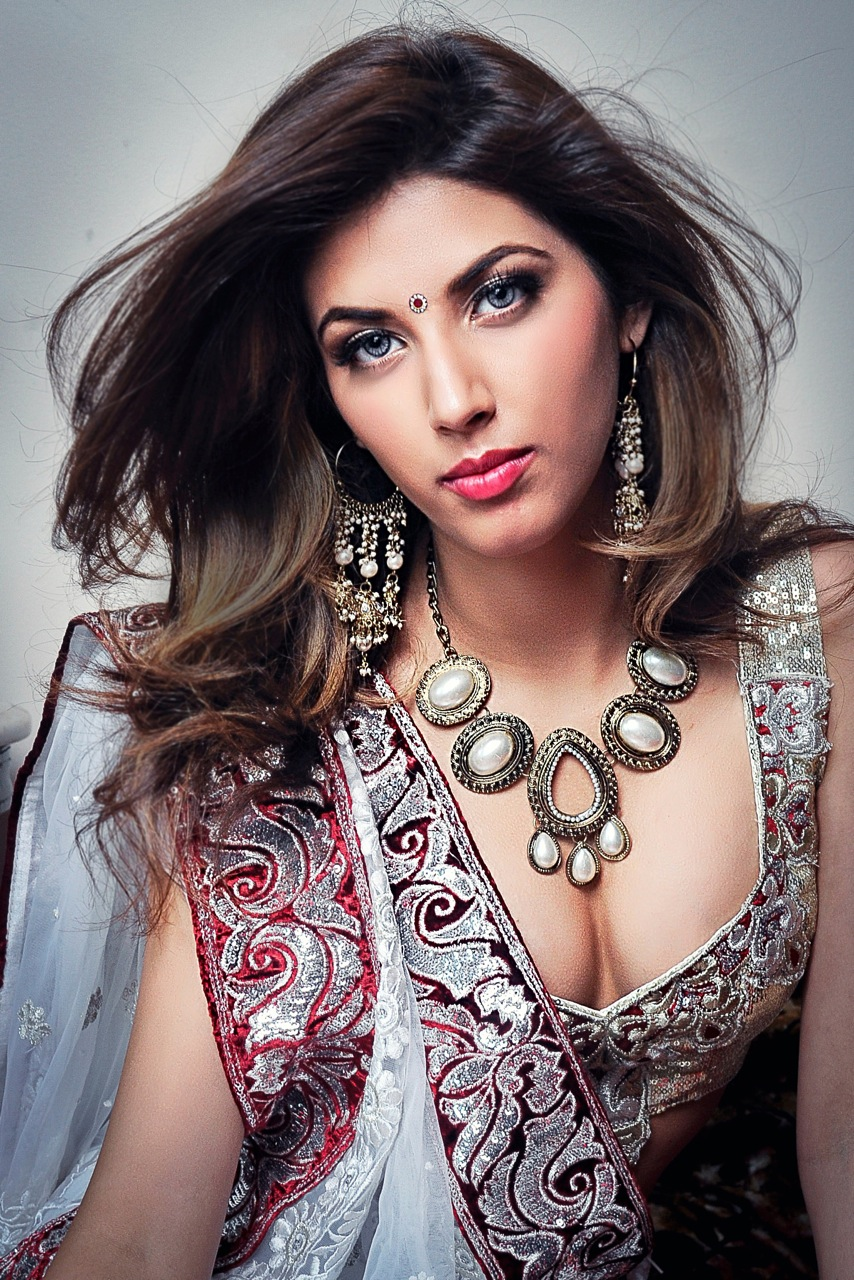
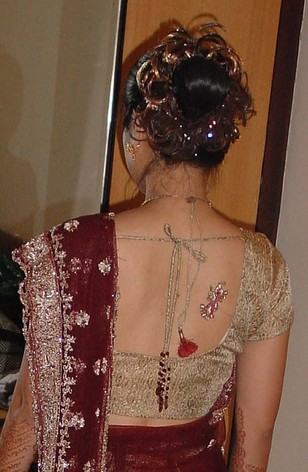
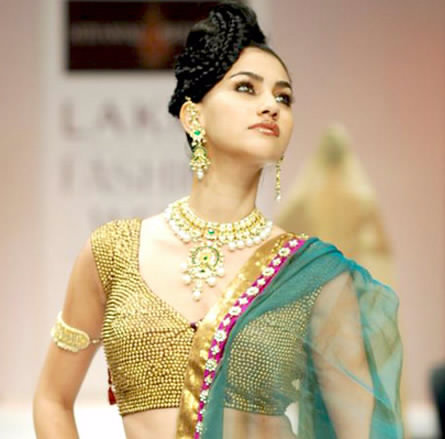
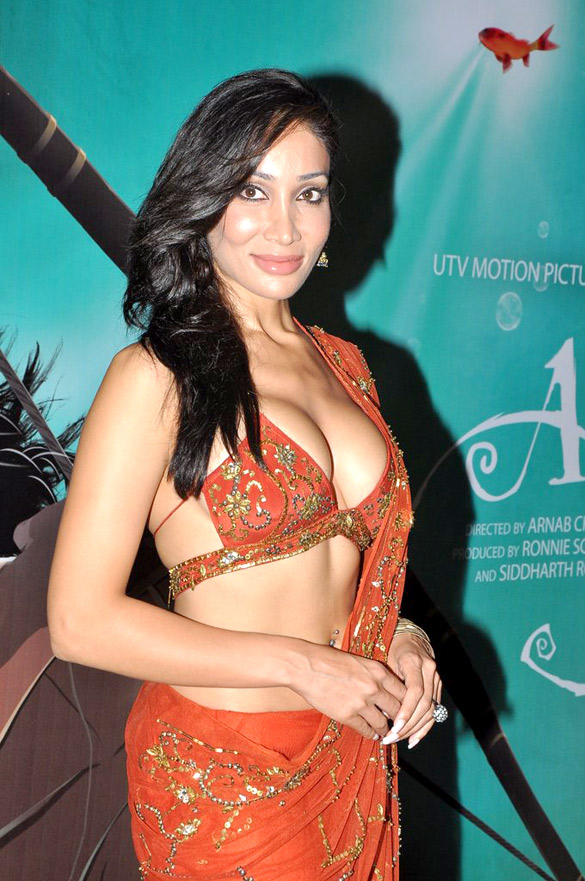
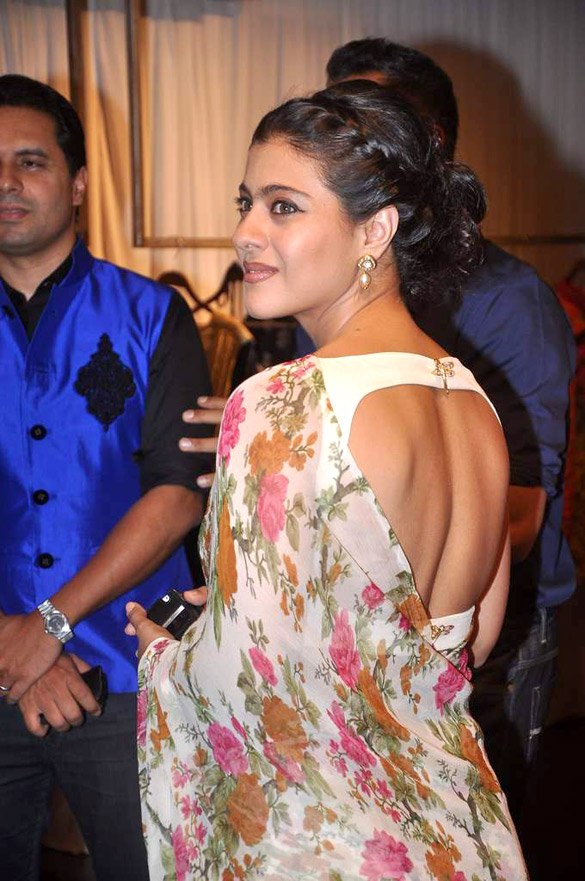
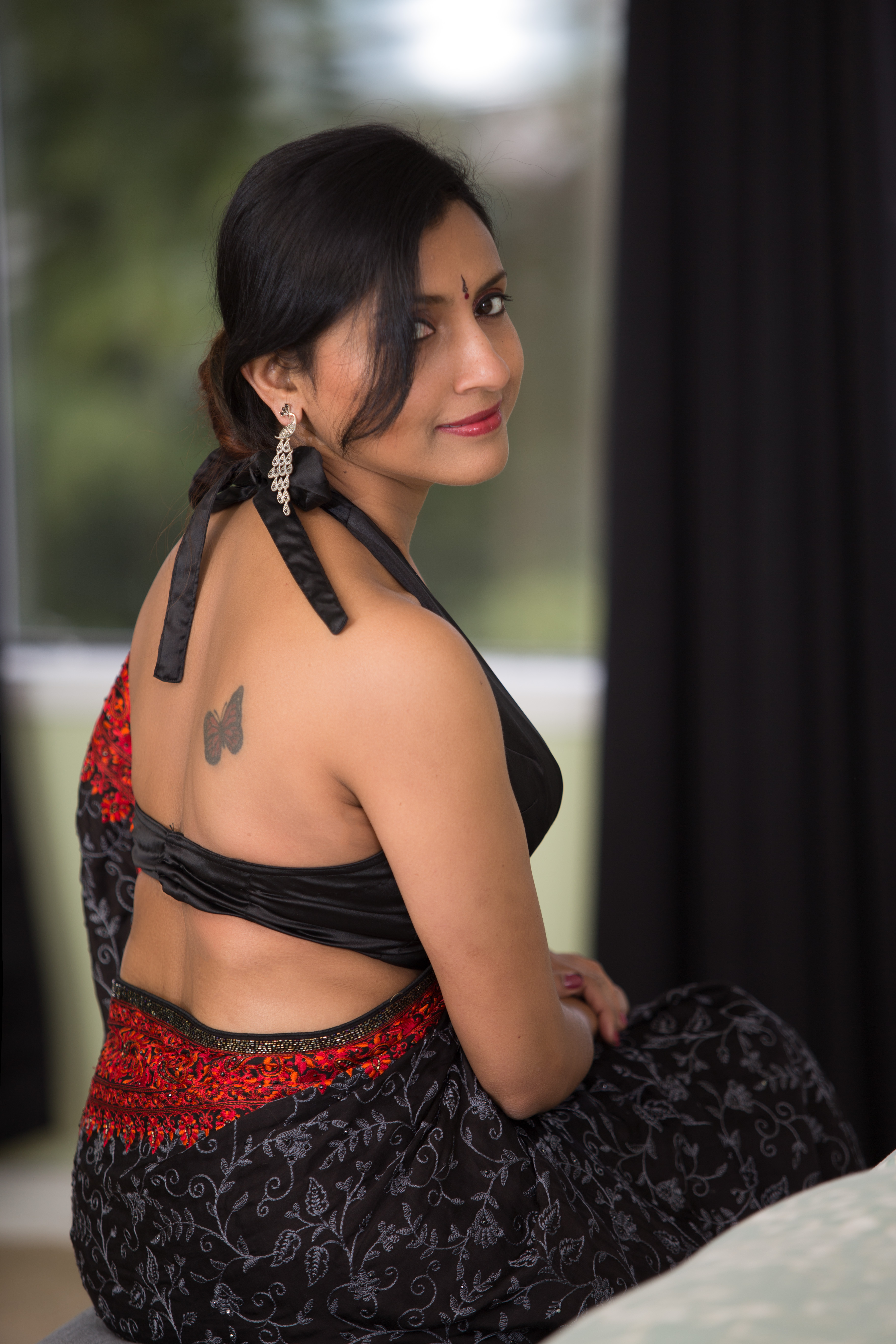
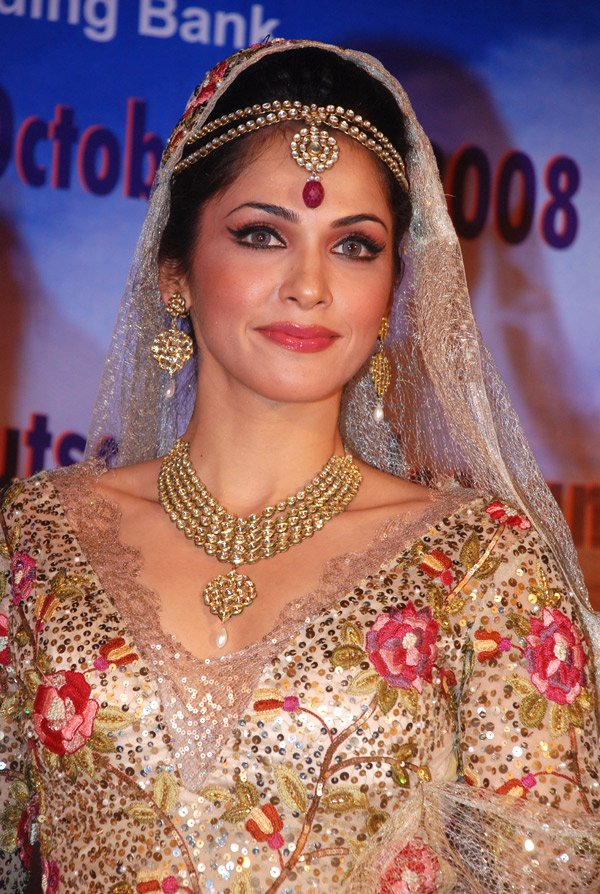

## Voir également
- Chemisier
- Sari
- Gagra Choli